# Sverige under Kalmarunionens tid
Sverige under Kalmarunionens tid behandlar Sveriges historia mellan åren 1389 och 1523, då Sverige tillsammans med Danmark och Norge ingick i Kalmarunionen.
De nordiska länderna förenades i praktiken 1389 och formellt 1397 i Kalmarunionen. Unionen blev en motvikt mot den nordtyska Hansan. Ett återkommande stridsämne var maktfördelningen mellan centrum och riksråden i de tre länderna, något som ledde till att det i Sverige valdes riksföreståndare. Kampen om makten mellan Danmark och Sverige medförde att Skåne och Götaland härjades av trupper vid flera tillfällen.
Efter att ha brutit sig ut ur unionen vid tre tidigare tillfällen, gjorde Sverige det slutligen 1523, med valet av Gustav Vasa som kung. Malmö recess 1524 avslutade stridigheterna i samband med unionsupplösningen.

## Drottning Margareta

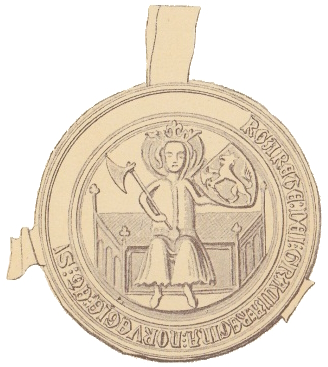
Drottning Margaretas sigill från 6 mars 1388.

Från 1389 ingick Sverige i en personalunion och från sommaren 1397 i en realunion med Danmark och Norge. Genom Nyköpings recess 1396 hade riksrådet och Drottning Margareta kommit överens om villkoren och den 17 juni 1397 kröntes Margaretas systerdotterson Erik av Pommern till unionskung på Kalmar slott i närvaro av 67 stormän från de tre länderna. Vid kröningen var Erik endast 15 år och som hans förmyndare fick Margareta fortsätta regera. Från kröningen finns två dokument bevarade, dels unionsbrevet, dels kröningsbrevet. Det råder oklarhet om hur dessa dokument ska tolkas.
I unionsbrevet stadgas att unionen efter Eriks död endast ska ha en kung, vald av vardera riket. Vart rike skulle styras enligt sina egna lagar. Utåt sett skulle unionen uppträda som en enhet: om något land råkade i krig skulle de andra komma till hjälp. Hur unionsbrevet idag ska tolkas finns flera uppfattningar om. Unionsbrevet är skrivet på papper, inte pergament som var det vanliga. Unionsbrevet har tolkats som ett utkast som aldrig stadfästes, till exempel av professorn i historia Erik Lönnroth.
Gotland behärskades av Erik av Mecklenburg som använde ön som en bas för sina sjörövare. Efter Erik av Mecklenburgs plötsliga död den 26 juli 1397 överlämnade hans änka Sofia av Pommern-Wolgast befälet till Sven Sture som fortsatte verksamheten, riktad både mot unionsfartyg och mot fartyg från Hansan. Efter att Tyska orden slutit fred med Polsk-litauiska samväldet utrustade orden en flotta med 84 skepp och i mars 1398 landsteg 4 000 soldater och erövrade snabbt hela ön. I november 1403 gjorde Margareta ett försök att erövra ön men misslyckades. 1408 gav Tyska orden upp ön i utbyte mot 9 000 engelska nobler.

## Kriget i Slesvig-Holstein
Margareta fortsatte försöken att binda Holstein närmare Danmark efter greve Gerhard VI av Holsteins död 1404. Genom flera skickliga drag fick hon kontroll över större delen av Slesvig. I juni 1410 utbröt krig och kung Erik kunde samla trupper från både Danmark och Sverige. Kriget blev ingen militär framgång och på hösten 1412 kom Margareta till Slesvig och lyckades få till stånd ett avtal om fem års vapenvila. Den 24 oktober 1412 hyllades hon av folket i staden Flensborg (numera Flensburg) i Slesvig. Fyra dagar senare dog hon av pesten.
1416 fortsatte kung Erik kriget i Slesvig. Striderna mot Holstein blev inte särskilt framgångsrika. I juni 1424 dömde den tyska kejsaren Sigmund att grevarna av Holstein saknade rätt till Slesvig som istället var en del av det danska riket. För att fira domslutet vallfärdade kung Erik till Jerusalem och var därmed bortrest i 20 månader. Under bortavaron fungerade drottning Filippa som regent.
Kung Erik genomförde flera åtgärder som försvårade för Hansan att bedriva handel, bland annat anläggandet av slottet Krogen vid Öresund och mångdubblingen av Öresundstullen. När kung Erik på sommaren 1426 fortsatte den militära kampen mot Holstein enades flera hansestäder om en blockad. Sjöslaget utanför Köpenhamn i juli 1427 vanns av unionen och fullbordades följande dag när en hanseatisk handelsflotta med 36 fartyg seglade in i Öresund och blev ett lätt byte. Militärt fick dock ingen sida några större framgångar. 1429 bröt de holländska och preussiska hansestäderna blockaden. Efter den danska staden Flensborgs fall 1431 inleddes fredsförhandlingar. Flera medlemmar av den svenska aristokratin deltog i stridigheterna och på vintern 1426 lovade det svenska riksrådet att skicka 300 ryttare och skyttar.

## Inrikespolitisk kris

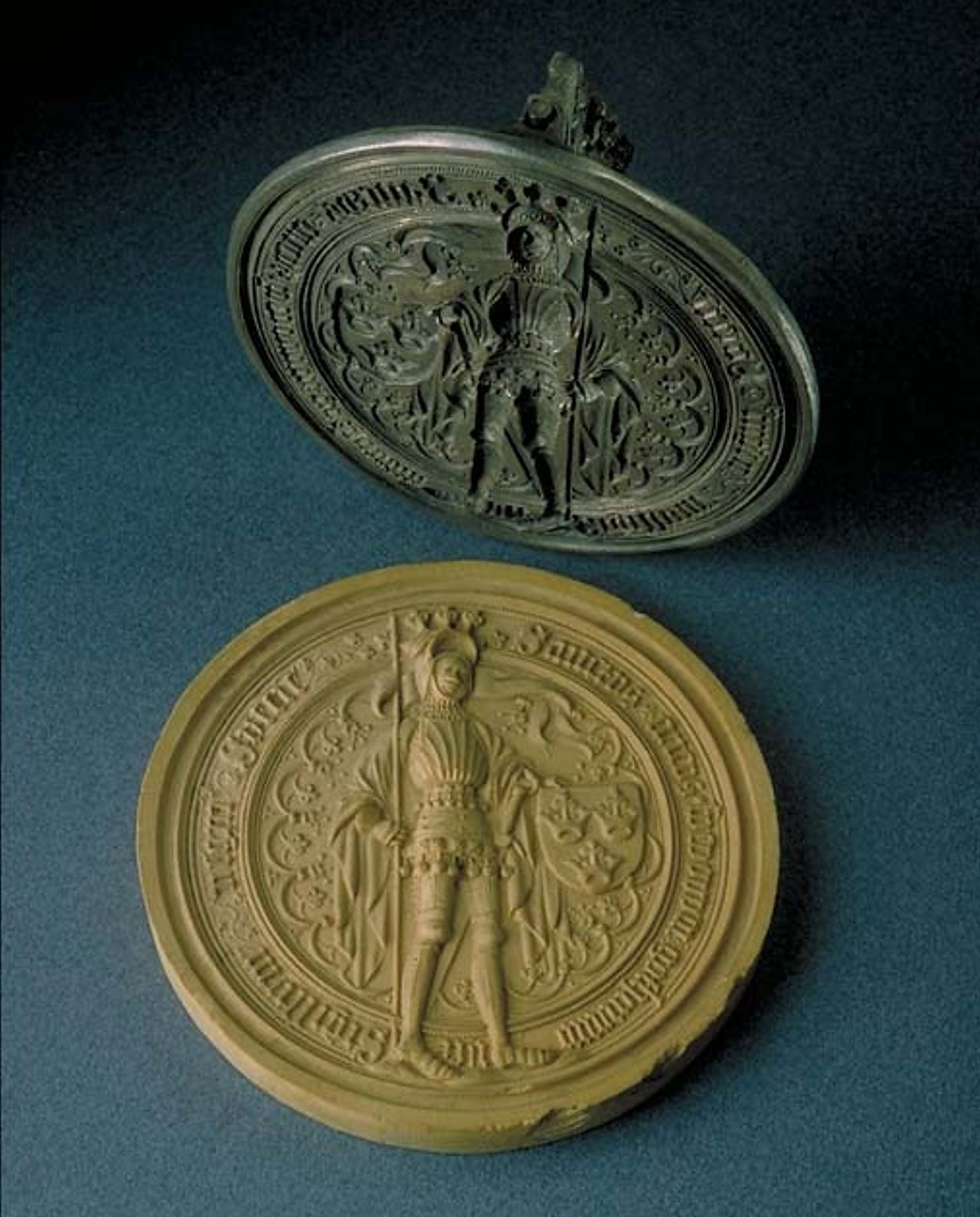
Efter Engelbrektupproret 1435 införde svenska riksrådet en ny riksklämma med S:t Erik hållande svenska riksbaneret Tre Kronor. Riksklämman präglar sigill på officiella handlingar. Den användes tills 1520-talet.

Både Margareta och kung Erik hade lovat att följa den svenska landslagen vilken slog fast att slottslänen skulle skötas av "infödda svenska män". Bevarade källor visar att både Margareta och kung Erik anförtrott styret till män som de ansett sig kunna lita på. Danskar som Peder Ryning, Lage Röd, italienaren (eg. kroaten) Giovanni Franco ("Johan Vale"), tyskättade Henrik Styke, Hans Kröpelin från Pommern och Ida Königsmarck med ursprung från Mecklenburg var personer som främst var lojala mot kungamakten snarare än kyrkan, aristokratin eller det svenska riksrådet.
Kung Eriks första inrikespolitiska kris blev det uppror som startade i Bergslagen i juni 1434 när Västerås slott intogs. Det fanns flera orsaker till missnöjet, men aristokrater i Sverige kunde ställa sig i ledningen för detta. Upprorsmakarna kunde ta kontrollen över många slott i Sverige även om kungen hade kontroll över de viktigaste – bland annat Stockholms slott och Kalmar slott. På hösten 1435 tvingades kung Erik gå med på att endast svenska män skulle placeras på de flesta slott och han fick också lova att höra rådets mening inför beslut. 1436 utsågs Karl Knutsson (Bonde) och Krister Nilsson (Vasa) till rikshövitsmän i Sverige. Där fortsatte oroligheterna i Bergslagen under ledning av Erik Puke, "Pukefejden". På något sätt kunde denne gripas och han avrättades i februari 1437. Även i Västergötland, Närke, Dalarna och Värmland försökte bönderna göra upplopp men dessa slogs brutalt ned. På våren 1436 samlades riksrådet i Strängnäs och förbjöd bönderna att bära vapen vid tingsförhandlingar och marknader.

## Kristofer av Bayern

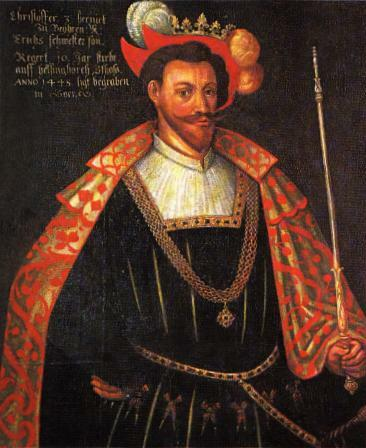
Oljemålning som påståtts föreställa Kristofer av Bayern (personen är dock klädd i dräkt från mitten av 1550-/1560-talet och har sedan ändrats med krona och attribueringen på 1600-talet).

Kung Erik försökte få sin kusin, hertig Bogislav av Pommern, utnämnd till sin efterträdare, något som mötte motstånd både hos de svenska och danska riksråden. På hösten 1438 valdes Karl Knutsson (Bonde) till riksföreståndare i Sverige medan det danska riksrådet den 23 juni 1439 avsatte kung Erik och istället valde Eriks systerson Kristofer till dansk riksföreståndare. Den 29 september 1439 förklarade det svenska riksrådet Erik som avsatt.
Den 9 april 1440 valdes Kristofer till dansk kung av landstinget i Viborg. Det svenska riksrådet ställde som villkor en kungaförsäkran som gav ett stort inflytande åt riksrådet. Den 13 september 1440 blev han vald till svensk kung vid Mora stenar. Karl Knutsson utnämndes till drots och fick hela Åbo biskopsdöme utom Åland som förläning samt Öland som pantlän. Några veckor senare ändrade sig kung Kristofer och Karl Knutsson fick nöja sig med Viborgs slott. Den 2 maj 1442 stadfästes Kristofers landslag som bland annat slog fast att endast svenskar fick anförtros kungliga slott och vara medlemmar i riksrådet.
Den avsatte kung Erik hade gjort borgen Visborgs slott i Visby till sitt högkvarter och där ledde han en flotta av sjörövare. Sommaren 1446 erövrades Gotlands landsbygd av svenska trupper. Förhandlingar mellan kung Kristoffer och Erik ledde till 18 månaders vapenvila. 1447 hade Eriks kusin Bogislav avlidit och det kunde antas att Erik var beredd att överlämna Gotland för att bli arvtagare över hertigdömet Pommern-Stolp. Detta förbereddes i slutet av 1447. Kung Kristofer tillbringade julen i Helsingborg på väg till riksrådsmötet i Jönköping. Under mellandagarna blev han svårt sjuk och den 5 januari 1448 avled han på slottet Kärnan.

## Kristian I och Karl Knutsson

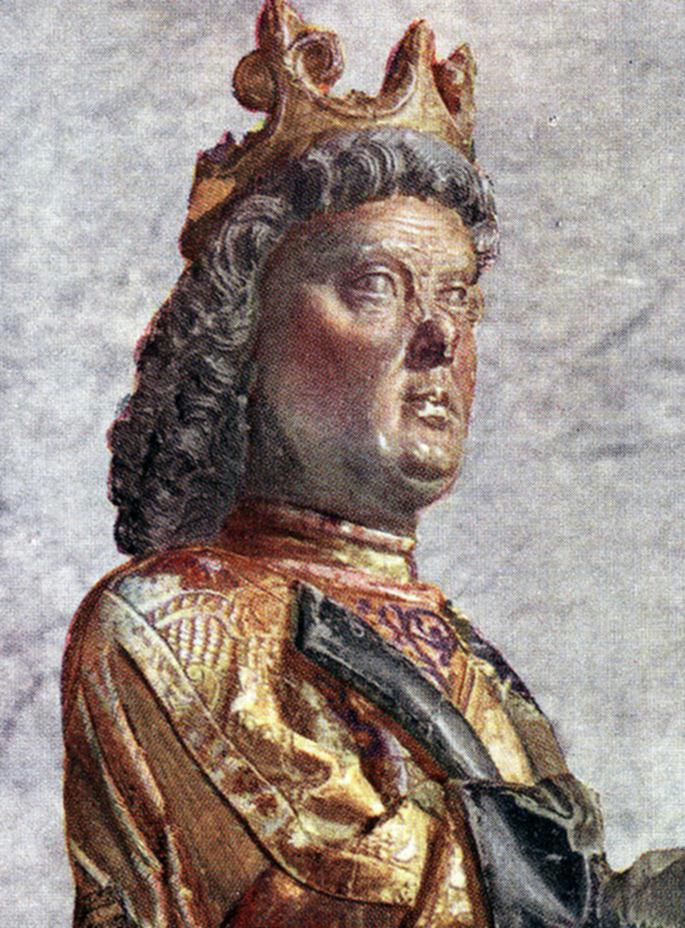
Karl Knutsson.

När dödsbudet kom till det väntande riksrådet i Jönköping utsågs bröderna Bengt och Nils Jönsson (Oxenstierna) till riksföreståndare. Ett ständermöte sammankallades i slutet av maj till Stockholm. Den 23 maj anlände Viborgs slottsherre Karl Knutsson (Bonde) dit i spetsen av en stor truppstyrka. De exakta omständigheterna de följande veckorna är oklara men klart är att en valnämnd den 20 juni valde Karl till Sveriges kung. Den 28 juni hyllades han vid Mora stenar och kröntes följande dag i Uppsala domkyrka.
Karl Knutsson hade under våren samlat styrkor för att erövra Gotland och i mitten av juli landsteg svenska trupper. Den 4 december lyckades dessa erövra Visby stad men inte Visborgs slott. Med Erik av Pommern gjorde man upp att denne skulle lämna Visborgs slott i april 1449 i utbyte mot att få Borgholms slott på livstid.
I Danmark utsågs den 1 september 1448 den 22-årige greven Kristian av Oldenburg av det danska riksrådet till Danmarks kung. Denne agerade snabbt och erbjöd Erik av Pommern tre danska slottslän samt ett årligt underhåll på 10 000 gulden i utbyte mot Visborgs slott. Danska flottan skyndade till Gotland och Erik överlämnade befälet till Olof Axelsson (Tott). Danska trupper kunde erövra Visby under sommaren och de svenska trupperna tvingades därefter lämna ön.
Vid midsommar valdes Kristian av det norska riksrådet till Norges kung. En minoritet bland riksråden ville dock ha Karl Knutsson och denne invaderade Norge via Värmland i slutet av sommaren och kröntes i Nidarosdomen till norsk kung den 20 november 1449. Södra Norge kontrollerades dock av Kristian-trogna grupper, däribland fogden på Akershus, Hartvig Krummedige. Karl Knutssons belägring av Akershus fick snart ges upp och ombud för de två sidorna möttes i Halmstad den 1 maj 1450. Vid Halmstadmötet kom dessa överens om att vid den enes dödsfall ska riksråd från varje land mötas och om möjligt enas om att den kvarlevande blir unionskung. Karl Knutsson tvingades ge upp Norge och den 29 juli kröntes Kristian till Norges kung i Nidarosdomen.
Kung Kristian började därefter värva legotrupper. I januari 1452 hade kung Karl lyckats värva en stor styrka som samlades i Markaryd för att anfalla Skåne. Karlskrönikans uppgift om 4 000 ryttare är förmodligen en enorm överdrift. Det finns också uppgifter om 20 pjäser rörligt fältartilleri, den äldsta uppgiften om sådana i ett svenskt krig. De svenska styrkorna marscherade söderut, brände Helsingborg och fortsatte till Lund. Där kallade kung Karl till ting men skåningarna föredrog kung Kristian. Det svenska anfallet övergick därefter till ett plundringståg där Lund och Vä brändes och Åhus brandskattades. Den 27 februari var kung Karl tillbaka i Sverige.
På försommaren 1452 samlades kung Kristians trupper i Halland. Den svenska adeln som förde befäl över slotten i Västergötland och Småland satte endast upp ett symboliskt motstånd. När trupperna passerade Jönköping och in i norra Småland tillfogades trupperna förluster av ett bondeuppbåd. Kriget upphörde med ett tvåårigt vapenstillestånd. Flera av de svenska stormännen dömdes till döden av kung Karl, även om flera var oåtkomliga och hade flytt till Danmark.
1455 började kriget igen när kung Karls marsk Tord Karlsson (Bonde) lyckades storma Danaborg söder om Värnamo. Karl Knutssons ställning försvagades dock genom hans egna åtgärder. Hans stöd bland bönderna och aristokratin försvagades av krigsansträngningarna, importtullen väckte missnöje bland städernas borgare och planerna att genomföra en reduktion väckte oro hos kyrkan. Ärkebiskop Jöns Bengtsson (Oxenstierna) ställde sig i spetsen för ett uppror. Efter ett slag utanför Strängnäs flydde Karl Knutsson till Stockholm. Natten till den 24 september 1457 lämnade han Sverige och flydde till Danzig. Några veckor senare valde riksrådet ärkebiskopen och Erik Axelsson (Tott) till riksföreståndare. Den 23 juni valdes Kristian I till kung av en valförsamling i Stockholm, den 2 juli hyllades han på Mora stenar och följande dag kröntes han i Uppsala domkyrka.
Riksråden från de tre länderna möttes i januari 1459 i Skara, där kung Kristian fick igenom att de norska och svenska riksråden skulle erkänna hans son Hans som tronföljare. Det svenska riksrådet bekräftade senare detta vid ett möte i Uppsala. Vid en ceremoni i Stockholm utsågs också sonen formellt till tronföljare.
Slesvigfrågan blev åter aktuell. 1448 hade Kristian lovat att Danmark och Slesvig aldrig skulle återförenas med Danmark under samma härskare. När greve Adolf av Holstein dog barnlös i december 1459 utsågs Kristian till greve i Holstein och hertig i Slesvig och hade därmed lyckats med det som kung Erik aldrig lyckades med trots stora ansträngningar. Priset blev dock astronomiskt, 123 000 gyllen, motsvarande 30 750 mark silver eller 6 ton silver, och detta skulle betalas av hela unionen. Alla bönder och landbor i Sverige fick betala 1 mark var.
Det ökade skatteuttaget i Sverige mötte motstånd. 1463 infördes en extraskatt på 12 öre för varje skattebonde och 6 öre för alla lantbor. När bönderna i Uppland protesterade våldsamt förklarade ärkebiskopen Jöns Bengtsson att skatten var avskaffad. När kung Kristian återvände till Stockholm fängslades ärkebiskopen och fördes till Danmark. Upplandsbönderna tågade till Stockholm och slog läger på Norrmalm. Under ledning av marsken Ture Turesson (Bielke) anfölls bönderna den 21 augusti av erfarna trupper vid slaget på Helgeandsholmen.
Kung Kristian fick därefter Riksrådets godkännande av fängslandet av ärkebiskopen. I januari 1464 inleddes ett uppror av biskopen i Linköping Kettil Karlsson (Vasa). I februari hyllades biskopen som hövitsman och de upproriska marscherade sedan mot Stockholm och inledde en belägring. Kung Kristian och hans trupper marscherade snabbt genom Småland, Östergötland och Sörmland och kom till Stockholm den 25 mars. De upproriska hade då dragit sig tillbaka till Västerås. I slaget vid Harakers kyrka besegrades kungens kavalleri av det lättrörliga bondeuppbådet. Sturekrönikan berättar om striderna med orden "Dalakarla ropadhe slaa och skiuth / saa motte han fly aff skoghen wth / och sadhe 'Mik tykker dala är her för stark'"
Kung Kristian tvingades återvända till Stockholm som åter blev belägrat. Bland de upproriska ställdes nu kravet på Karl Knutssons återkomst från Danzig. Den 9 augusti återvände Karl Knutsson med en flotta och värvade legosoldater. Stockholms borgare hyllade honom som kung men han upptäckte snart att han saknade stöd bland aristokratin runt släkten Oxenstierna och snart utbröt det strider mellan Karl Knutssons och ärkebiskopens trupper. Den 30 januari 1465 abdikerade Karl Knutsson.
Åren därefter kämpade två grupperingar om makten: Oxenstierna och Tott. Det var den sistnämnda gruppen som den 21 september 1467 bad Karl Knutsson att återkomma som svensk kung. I slutet av 1468 utbröt det åter strider mellan svenska och danska trupper i Småland och Västergötland. Sommaren 1469 föll det av danskarna hållna Axevalls slott och raserades. Därefter inleddes förhandlingar i Lübeck där Karl Knutssons ombud krävde Skåne, Blekinge, Halland och Gotland.
På hösten 1469 inleddes ett nytt uppror i Sverige anfört av Erik Karlsson (Vasa) mot Karl Knutsson och de inflytelserika Axelssönerna. Upproret var lyckosamt till en början men kunde slås ned av Sten Sture den äldre och Hans Åkesson (Tott). Sten Sture lyckades också tillfoga kung Kristians trupper ett nederlag vid Öresten. Stridigheterna lugnade ned sig under våren 1470 och den 15 maj avled Karl Knutsson på Stockholms slott.

## Sten Sture
Vid sin dödsbädd hade Karl Knutsson överlåtit sina slott till sin halvsysters son Sten Sture och riksrådet utnämnde honom till riksföreståndare. Striderna mellan kung Kristian och hans motståndare i Sverige löstes genom ett stilleståndsavtal i Kungsäter den 9 april 1471, där parterna kom överens om att mötas på nytt vid midsommar för att avgöra unionens framtid.

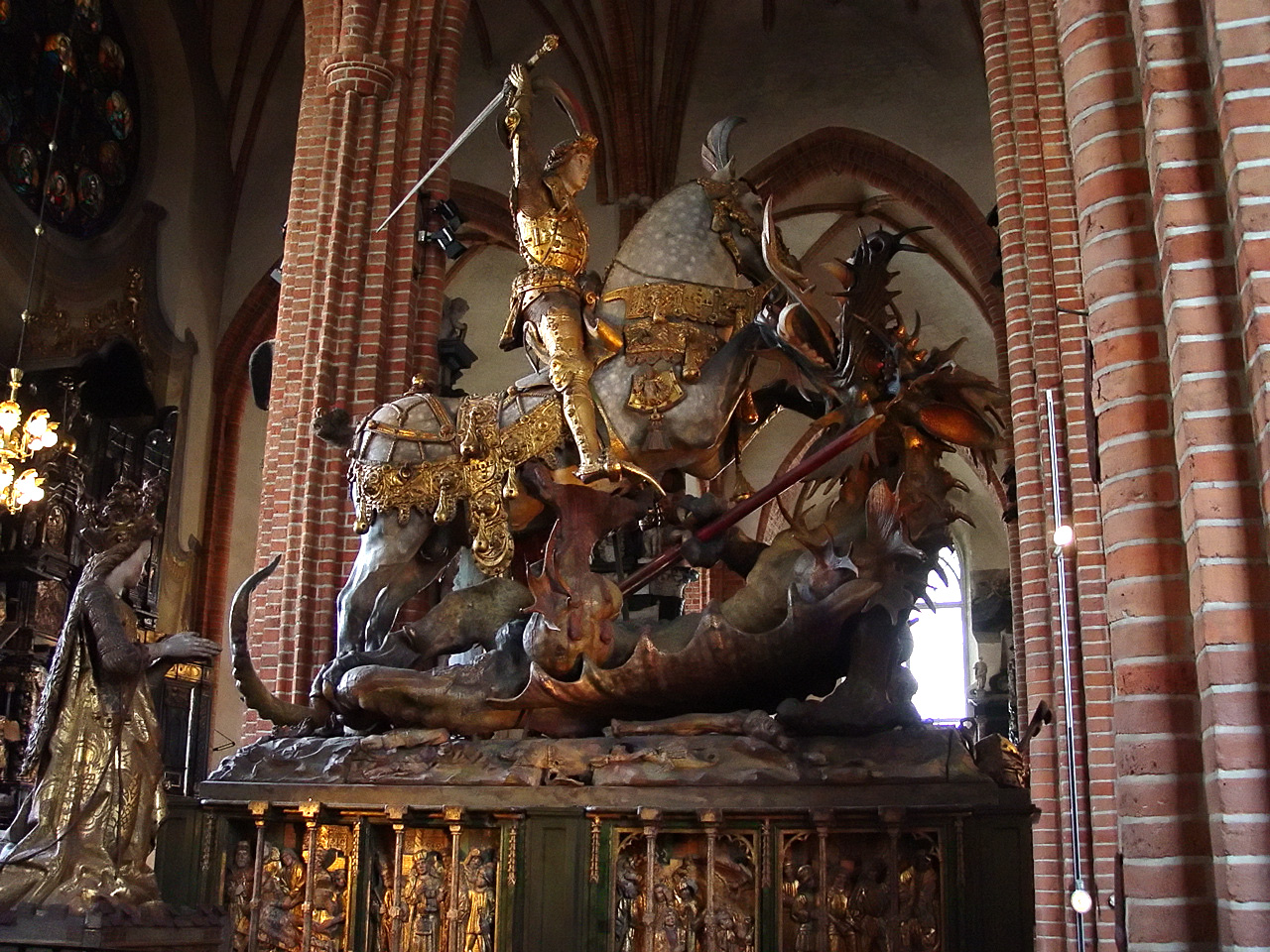
S:t Göran och draken av Bernt Notke stod klar 1489 och skildrar symboliskt den svenska segern i slaget vid Brunkeberg 1471.

Den 18 juli kom kung Kristian och hans flotta oväntat till Stockholm. Sten Sture reste runt i Svealand för att samla stöd för fortsatt motstånd mot Kristian. Men även Kristian samlade anhängare och hyllades av Upplands bönder som Sveriges kung. Båda sidorna samlade bondeuppbåd och tågade med vapen mot Stockholm. Den 10 oktober möttes de båda sidorna i slaget vid Brunkeberg. De hårdaste striderna skedde vid dagens Brunkebergstorg. Till slut tvingades Kristians folk göra reträtt till fartygen och lättade ankar.
Segern för Sten Sture och de som stött honom, främst bröderna Axelsson, innebar att fler av landets borgar kom i deras händer. De slottsherrar som stött Kristian, Erik Karlsson (Vasa), Ture Turesson (Bielke) och Magnus Gren blev av med sina förläningar, men fick sitta kvar i riksrådet.
Sommaren 1472 möttes danska och svenska delegater i Kalmar. Den 2 juli slöts avtal för att normalisera relationerna mellan länderna. Konfiskerade gods skulle återlämnas, däribland Axelssönernas gods i Danmark. Uppgörelsen innebar också fri rörlighet över landgränserna, fredlösa skulle inte kunna gömma sig i ett annat land och man kom också överens, förvisso i vaga ordalag, om att de tre länderna skulle komma varandra till hjälp vid krig.
Vid nya förhandlingar i Kalmar på sommaren 1476 gick den svenska delegationen med på att ta upp frågan om att Kristian skulle bli Sveriges kung. Vid riksmötet i Strängnäs sommaren 1477 avvisades dock detta.
Unionens framtid aktualiserades åter efter Kristians död våren 1481 eftersom dennes son Hans utsetts till tronföljare av det svenska riksrådet och borgerskapen i de större städerna 1458. Vid nya förhandlingar mellan Danmark, Sverige och Norge i Halmstad sommaren 1482 valdes Hans till kung av Danmark och Norge. Vid ett möte i Kalmar den 7 september 1483, Kalmar recess, utsågs Hans till kung av Sverige. Detta skulle träda i kraft när Hans kom till Kalmar året efter för att hyllas som kung. Skälet till att kung Hans inte dök upp i Kalmar är okänt, men det är möjligt att han tyckte att villkoren var alltför hårda; att han skulle tvingas gå i riksrådets ledband alltför mycket. Det svenska riksrådet var samlat i Kalmar och bekräftade unionen samt att de tre länderna skulle ha en och samma konung.
Under 1480-talet skedde bondeuppror under flera års tid i Västergötland. Bönderna vägrade betala skatt, sände budkavlar och planerade belägring av Örestens slott. Orsaken och förloppet är okänt men Västergötlands lagman Lindorm Björnsson (Vinge) dömde sex personer till döden.

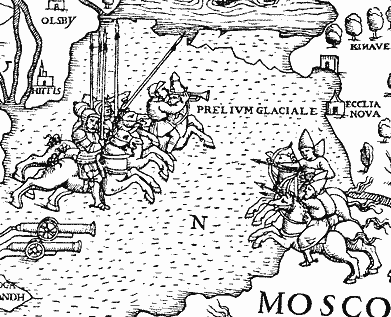
Svenskt och ryskt kavalleri möts på Finska viken. Detalj från Olaus Magnus Carta marina, 1539.

1493 ingick kung Hans ett handelsavtal med den ryske tsaren Ivan III. Handeln med Danmark skulle öka på bekostnad av Hansan. Avtalet var också riktat mot Sverige genom att kung Hans lovade att verka för att den rysk-svenska gränsen åter skulle gå längs Nöteborgstraktatens linje. På hösten 1495 inledde ryska styrkor en belägring av den svenska fästningen Viborg. Viborgs slottsherre Knut Posse beordrade utskrivning av var femte person i den finländska allmogen. I Stockholm samlade Sten Sture ihop en armé, men trupperna lämnade inte Sverige förrän sent på hösten. Den 30 november kom Sten Sture fram till Åland. Samma dag inledde de ryska styrkorna sitt anfall. Den förmodligen helt ohistoriska berättelsen om viborgska smällen säger att Knut Posse lät spränga ett av tornen som ryssarna lyckats inta. Anfallet misslyckades och belägringen hävdes. Sten Sture utsåg Svante Nilsson (Sture) till ny slottsherre och denne lät skeppa sina styrkor över Finska viken till Ingermanland, stormade Ivangorod och plundrade staden på allt av värde. Den 3 mars 1497 undertecknade Sverige och Ryssland ett förnyat sexårigt vapenstillestånd.
Oppositionen mot Sten Sture hårdnade. Kritiker menade att Sten Sture inte gjort tillräckligt för att stärka försvaret av östgränsen. Svante Nilsson gick över till oppositionen när Sten Sture vägrade att ersätta honom för utgifter i samband med plundringståget i Ingermanland. Oppositionens ledare var ärkebiskop Jakob Ulvsson som hade en annan uppfattning om kyrkans frihet än Sten Sture. Sten Sture försökte då uppbåda stöd bland bönderna norr om Mälaren. I juni lät han tyska legosoldater erövra ärkebiskopens gård och belägra dennes borg Almarestäket. Ärkebiskopen svarade med att bannlysa Sten Sture.
Kung Hans hade samlat trupper och dessa kunde inleda belägring av Stockholms slott. Hans hade också byggt en örlogsflotta, något Sverige helt saknade. Ett bondeuppbåd från Dalarna som stödde Sten Sture blev besegrat av sachsiska legotrupper den 28 september vid slaget vid Rotebro. Båda parter var angelägna att göra upp förhandlingsvägen och den 6 oktober ingicks ett avtal mellan kung Hans, Sten Sture och riksrådet där Hans erkändes som kung av Sverige med villkoren i Kalmar recess. Sten Sture gottgjordes med flera förläningar. Den 25 november valdes Hans formellt till kung i Stockholm, inte vid Mora stenar. Riksrådet gick också med på att kung Hans äldste son Kristian skulle bli dennes efterträdare. Detta blev också beslutat formellt vid ett kungaval i maj 1499.
Kungen hade också fått rätt att i vissa fall tillsätta utländska män som fogdar. Flera av dessa var hårdhänta och behandlade bönderna illa, vilket ökade kritiken mot kungen. Oppositionen hårdnade också 1501 när riksrådet fick vetskap om kung Hans överenskommelse med Ryssland 1493. Riksrådet ville i strid med överenskommelsen 1497 ta ifrån kungen rätten att tillsätta utländska män som fogdar. Detta vägrade kungen gå med på eftersom riksrådet faktiskt hade gått med på de villkoren.
Den 1 augusti 1501 förklarade sju av rådsherrarna att kung Hans svikit sina löften i Kalmar recess och att uppror mot kungamakten därmed var befogat. Upprorsmakarna kunde ta kontroll över de viktigaste borgarna med undantag av Kalmar slott och Borgholms slott. Den 9 april tvingades drottning Kristina överlämna slottet till upprorsmännen - tre dagar senare, den 12 april, kom den danska flottan till Stockholm men för sent för undsättning. I november 1501 utropades Sten Sture åter till riksföreståndare.
Svenskarna gjorde anfall mot norra Halland och Blekinge och i mars 1503 inleddes belägring av Kalmar slott. Drottning Kristina var krigsfånge men vid en ceremoni senhösten 1503 i södra Småland överlämnades hon till danska representanter. Sten Sture var själv närvarande vid ceremonin. Under resan tillbaka till Jönköping blev denne hastigt sjuk och avled den 14 december. Hans närmaste man Hemming Gadh hemlighöll Sten Stures bortgång och förde kroppen i hemlighet till Stockholm där den gömdes i Storkyrkan. När riksrådet möttes i mitten av januari 1504 kunde Svante Nilsson (Sture) väljas till ny riksföreståndare utan opposition.

## Svante Nilsson
Svante Nilsson stöddes dels av bönder och gruvägare i Dalarna, dels av köpmännen i Stockholm. Kung Hans hade aldrig formellt avsatts som kung över Sverige och hade fortfarande kontroll över Kalmar slott. Fortsatta förhandlingar mellan Sverige och Danmark ledde i maj 1504 till att slottet överlämnades till adelsmannen Nils Gädda. Man kom överens om ett ettårigt vapenstillestånd och att mötas igen i Kalmar runt midsommar 1505.
Nästa år återkom Hans med 60 fartyg och en truppstyrka på 3 200 man. Till Kalmar kom också medlemmar av det danska och det norska riksrådet. När det verkade som om Svante Nilsson inte hade skickat några representanter, satte Hans samman en domstol med 24 danska och norska riksråd som dömde Svante Nilsson och sju svenska riksråd för majestätsbrott. Därmed var de dömda till döden och deras egendom konfiskerad. Domen fastställdes senare av den tysk-romerske kejsaren Maximilian I. Domstolen dömde också ut dödsstraff till flera borgare i Kalmar för att de skulle ha medverkat till att Kalmar stad kunde erövras av svenskarna 1502. Detta har senare gått till historien som Kalmar blodbad.
Kung Hans lät Svante Nilsson välja mellan att erkänna Hans (eller dennes son Kristian) som kung eller betala en årlig tribut för att visa att de erkände Hans överhöghet. Inget av alternativen var tilltalande för Svante Nilsson. Den danska flottan på Östersjön upprätthöll en blockad och gjorde strandhugg och brände städer som Borgå, Åbo och Öregrund. Kastelholms slott på Åland erövrades av Sören Norby. I gengäld gjorde svenskarna plundringståg mot Halland och Skåne. Under Hemming Gadh inleddes en belägring av Kalmar slott.
Trots att belägringen av Kalmar slott pågick i flera år blev den inte framgångsrik. Handelsblockaden mot Sverige blev besvärande och på sommaren 1509 möttes parterna i Köpenhamn och kom överens om ett fredsavtal där Sverige gick med på att betala tribut på 13 000 mark per år. Fredsuppgörelsen ledde omedelbart till motsättningar inom det svenska riksrådet. Svante Nilsson, Hemming Gadh och några rådsherrar ville fortsätta kampen medan andra, särskilt biskoparna, ville ha fred. Sverige gjorde upp med Lübeck om ett förbund mot Danmark. Med hjälp av krigsfartyg från Lübeck förhindrades danskarna att skicka förnödenheter till Kalmar och Borgholms slott. I augusti 1510 erövrades Kalmar slott, i november Borgholms slott.
Med hjälp av skotska legosoldater anföll danska trupper under ledning av tronföljaren Kristian II Västergötland i januari 1511. De danska styrkorna plundrade bland annat Skara domkyrka och krävde trohetseder. De danska styrkorna fortsatte från Västergötland till Finnveden där de gick söderut. Svante Nilsson fick hård kritik för att ha försummat försvaret. Oppositionen krävde att Svante Nilsson skulle avgå. Denne vägrade om inte ett ständermöte stod bakom kravet. Riksrådet bestämde därför att sammankalla ett nytt ständermöte till Arboga till januari 1512.

## Sten Sture den yngre
Efter nyår hade dock Svante Nilsson avlidit efter ett slaganfall och riksrådet valde därför Upplands lagman Erik Trolle till ny riksföreståndare. Svante Nilssons 19-årige son Sten Svantesson (Natt och dag) tog dock snabbt kontrollen över faderns borgar och lyckades få riksrådets beslut uppskjutet tills fredsförhandlingarna med Danmark var avklarade. Under tiden reste han runt landet och lät sig hyllas som riksföreståndare av olika bondeförsamlingar genom att påstå att andra redan gjort detsamma. Sten Svantesson ändrade också namn till Sten Sture, en hänvisning till Sten Sture den äldre som han inte alls var släkt med. Den 23 juli 1512 valdes Sten Sture till riksföreståndare.
Den 80-årige ärkebiskopen Jakob Ulvsson avgick 1514. Han föreslog som sin efterträdare den 26-årige Gustav Trolle, son till Erik Trolle. Gustav Trolle befann sig i Rom och av påven Leo X fick han flera favörer, bland annat dennes skydd för det under ärkebiskopen lydande Stäkets slott och länet omkring detta. Påven gav också Gustav Trolle rätt att utlysa interdikt över den eller de som bestred denna rätt, rätt att hålla en militär trupp på 400 man samt absolution för vad denna trupp kunde tänkas göra.
När Gustav Trolle återvände till Sverige från Rom fick han veta att Sten Sture dragit in länet kring Stäkets slott. Gustav Trolle hävdade att länet för evig tid hade överlåtits till ärkebiskopssätet medan Sten Sture hävdade sin rätt att dra in och förläna län. Sten Sture misstänkte från 1516 ärkebiskopen för att delta i en sammansvärjning. På hösten 1516 fängslades slottsherren på Nyköpings slott Sten Kristiernsson (Oxenstierna) samt fogden Bengt Laurensson, lagmannen Erik Trolle, Nils Bosson (Grip) samt Peder Turesson (Bielke).
Samtidigt inledde Sten Sture en belägring av Stäket. Denne menade att då Gustav Trolle varken avlagt trohetshed till riksföreståndaren eller sin ed till riksrådet måste han ha avlagt trohetsed till någon annan, det vill säga Kristian II och Gustav Trolle skulle då vara landsförrädare. Sommaren 1517 landsatte den danska flottan en truppstyrka utanför Stockholm men besegrades i slaget vid Vädla. Vid ett ständermöte i Arboga vid nyåret 1517 fick Sten Sture fortsatt mandat att belägra Stäket. Vid ett riksmöte i Stockholm förklarades Gustav Trolle skyldig till högmålsbrott och mötet beslutade att riva Stäket. De närvarande lovade att bistå varandra om domkapitlet eller ärkebiskopen skulle bannlysa dem. Ärkebiskopen tvingades kapitulera och fängslades i Västerås slott.

## Kristian II

Kristian II 1481-1559, kung av Danmark, Norge och Sverige.

Kung Hans hade avlidit 1513. Som tidigare nämnts hade sonen Kristian utnämnts till svensk tronföljare redan 1499. Åren 1507–1513 var Kristian ståthållare i Norge och hade där fört en hård politik mot de som velat företräda kyrkans frihet eller särskilda intressen för Norge. Där hade han också skaffat sig en älskarinna, Dyveke. Hon och hennes mor följde Kristian till Köpenhamn och särskilt modern fick ett stort politiskt inflytande, även efter att Kristian år 1515 gift sig med den 14-åriga Elisabet av Österrike, sondotter till den tysk-romerske kejsaren Maximilian I. Sommaren 1518 ankrade 80 fartyg ur den danska flottan utanför Stockholm med ett par tusen soldater. Danskarna slog läger på Södermalm. Den 27 juli möttes styrkorna i slaget vid Brännkyrka. Utgången var en seger för svenskarna men avgjorde inte kriget. På hösten förbereddes ett personligt möte mellan Kristian II och Sten Sture i Österhaninge. Till danskarna överlämnades en gisslan på sex personer för att garantera Kristians säkerhet: Hemming Gadh, Olof Ryning, Jöran Siggesson (Sparre), Lars Siggesson (Sparre), Bengt Nilsson (Färla) och Gustav Eriksson (Vasa). Istället för ett möte tvingades de ombord på ett av fartygen och den danska flottan återvände till Köpenhamn.
Kristian II började förbereda ett nytt krigståg mot Sverige. Gustav Trolle hade lyckats utverka en bannbulla mot Sten Sture och ärkebiskopen i Lund och biskopen av Roskilde lät utlysa interdikt, förbud att delta i gudstjänst, mot Sverige. Därmed var ett krigståg mot Sverige också en kristen plikt. I januari 1520 gick danska styrkor in i Västergötland under ledning av Karl Knutsson (Tre Rosor) och kunde återuppbygga Älvsborg. Borgholms slott erövrades, en kort tid var även Kalmar stad under dansk kontroll. Sten Sture tog sig själv till Västergötland för att delta i försvaret. De danska trupperna tog sig snabbt norr via den gamla Ätrastigen genom Ätrans dalgång. Den 19 januari sökte Sten Sture stoppa anfallet på norra ändan av sjön Åsunden nära Bogesund (dagens Ulricehamn).
De svenska styrkorna var i huvudsak lokalt rekryterade medan de danska helt och hållet var erfarna legosoldater. Det enda man egentligen vet är att svenskarna förlorade slaget och att en kula från en lätt kanon träffade Sten Stures ena ben nedanför knäet och slog av benet. De danska styrkorna kunde fortsätta norrut, nådde den 7 februari Arboga och några dagar senare Västerås. Då hade Sten Sture redan avlidit utanför Strängnäs.
Sten Stures änka Kristina Nilsdotter (Gyllenstierna) styrde över Stockholms slott och ville fortsätta kampen. Många riksråd ville dock i detta läge ha fred, särskilt med danska legotrupper stående i Mälardalen. Den 6 mars möttes representanter för danskarna och det svenska riksrådet och kom överens om att Kristian skulle hyllas som kung av Sverige under förutsättning att denne beviljade allmän amnesti och ge riksrådet det inflytande som överenskommits vid Kalmar recess. Men Sturepartiet var fortfarande inflytelserikt och kunde samla ett bondeuppbåd från Västmanland och Dalarna som vid påsktid mötte de danska styrkorna utanför Uppsala, långfredagsslaget vid Uppsala. Legosoldaterna lyckades driva uppbådet på flykten. Den danska flottan kom till Stockholm och började belägra Stockholms slott. Under sommaren föll flera slott i danskarnas händer och i september övertogs Stockholms slott efter att Kristian lovat amnesti åt Kristina Nilsdotter och hennes anhängare. Amnestin gällde även de som varit inblandade i striden med Gustav Trolle och frågan om Almarestäket. Den 7 september kunde därför Kristian intåga i Stockholm och den 4 november kröntes han som arvkonung i Storkyrkan.

## Gustav Vasa
Kristian kröntes i Stockholm i november 1520 och efter tre dagars kröningsfestligheter följde Stockholms blodbad där Sturepartiet och deras anhängare avrättades som kättare. Kristian lämnade Sverige i januari 1521 och överlämnade ansvaret till riksrådet, däribland hans handgångne man Didrik Slagheck, biskopen av Odense och Strängnäs Jens Beldenak, ärkebiskop Gustav Trolle samt biskopen i Västerås Otto Svinhuvud. Uppror utbröt i Småland. I juni 1521 arresterades Didrik Slagheck av riksrådet och istället utnämndes Gustav Trolle till riksföreståndare. Uppror utbröt även i Värmland och i augusti 1521 valdes Dalarnas hövitsman Gustav Vasa till riksföreståndare i Vadstena rådhus.
I Danmark hotades Kristian av ett adelsuppror där adeln samlats kring hans farbror Fredrik av Holstein. Denne valdes i mars 1523 till ny dansk kung medan Kristian flydde utomlands. I samband med kungavalet föreslogs ett nytt unionsmöte för att förnya unionen. Detta blev inte fallet utan i Sverige valdes Gustav Vasa till kung den 6 juni 1523. Fredrik och Gustav möttes i Malmö i augusti 1524 där Sverige uppgav sina krav på Bohuslän, Blekinge och Gotland medan Fredrik uppgav sitt krav på Sveriges tron.